# プリオラート (DOQ)
プリオラート（カタルーニャ語: Priorat: カタルーニャ語発音はプリウラット, スペイン語: Priorato）は、スペイン・カタルーニャ州タラゴナ県に所在するワイン産地。スペインワインの原産地呼称制度であるデノミナシオン・デ・オリヘン(DO)では、最上位の「特選原産地呼称」（DOCa, カタルーニャ語ではDOQ）に指定されている。11自治体で構成されている。概してラベルにはカタルーニャ語でPrioratと記載される。
2007-08年の登録ブドウ畑面積は1,767ヘクタール、登録ブドウ栽培者は562人、登録ワイナリーは83社。総出荷量は18,210ヘクトリットル、国内出荷量は8,840ヘクトリットル、国外出荷量は9,370ヘクトリットルである。主要な輸出国はアメリカ合衆国、スイス、ドイツ、デンマーク、フランス。

## テロワール

### 地理
プリオラートは地中海から20-30km内陸に入った場所にある、波状に湾曲したモンサン山脈の南側斜面の土地である。エブロ川の支流であるシウラナ川、シウラナ川の支流であるモンサン川やコルティエーリョ川が地域内を流れている。シウラナ川がエブロ川に合流する地点から数キロしか離れていない標高100m程度の場所から、モンサン山脈のピークである標高1166mまで、地域内には大きな標高差が存在し、ブドウ畑も地域内の最低標高地点付近から標高700mを超える場所まで広がっている。ほぼ四方向をモンサン (DO)に囲まれており、東側の一部はタラゴナ (DO)と接している。DO全体の面積は19,783ヘクタールである。2013年、EnotourismはワインガイドのVinologueシリーズの一環として、プリオラートのすべての生産者が掲載された世界初の包括的なガイドブックを出版した。

### 土壌・気候
年降水量約600mmと乾燥した地中海性気候、東側の地中海から吹く湿った風、年平均日照時間2,700時間の豊富な日照量、山岳地形特有の著しい気温の変化、農作物の耕作に不向きな「リコレリャ」と呼ばれるスレート（粘土岩や頁岩）や石英を含んだやせた土壌が特徴である。20kmほど離れたタラゴナ県レウスにおける生育期の平均気温は摂氏20度であり、収穫月である9月の降水量は75mmである。カタルーニャ地方のブドウ栽培の難点としては、旱魃や灰色かび病などが挙げられる。細かく粉砕されたスレートの土壌に覆われていることが、ワインに独特のミネラル香や芳醇な味わいをもたらしているとされる。

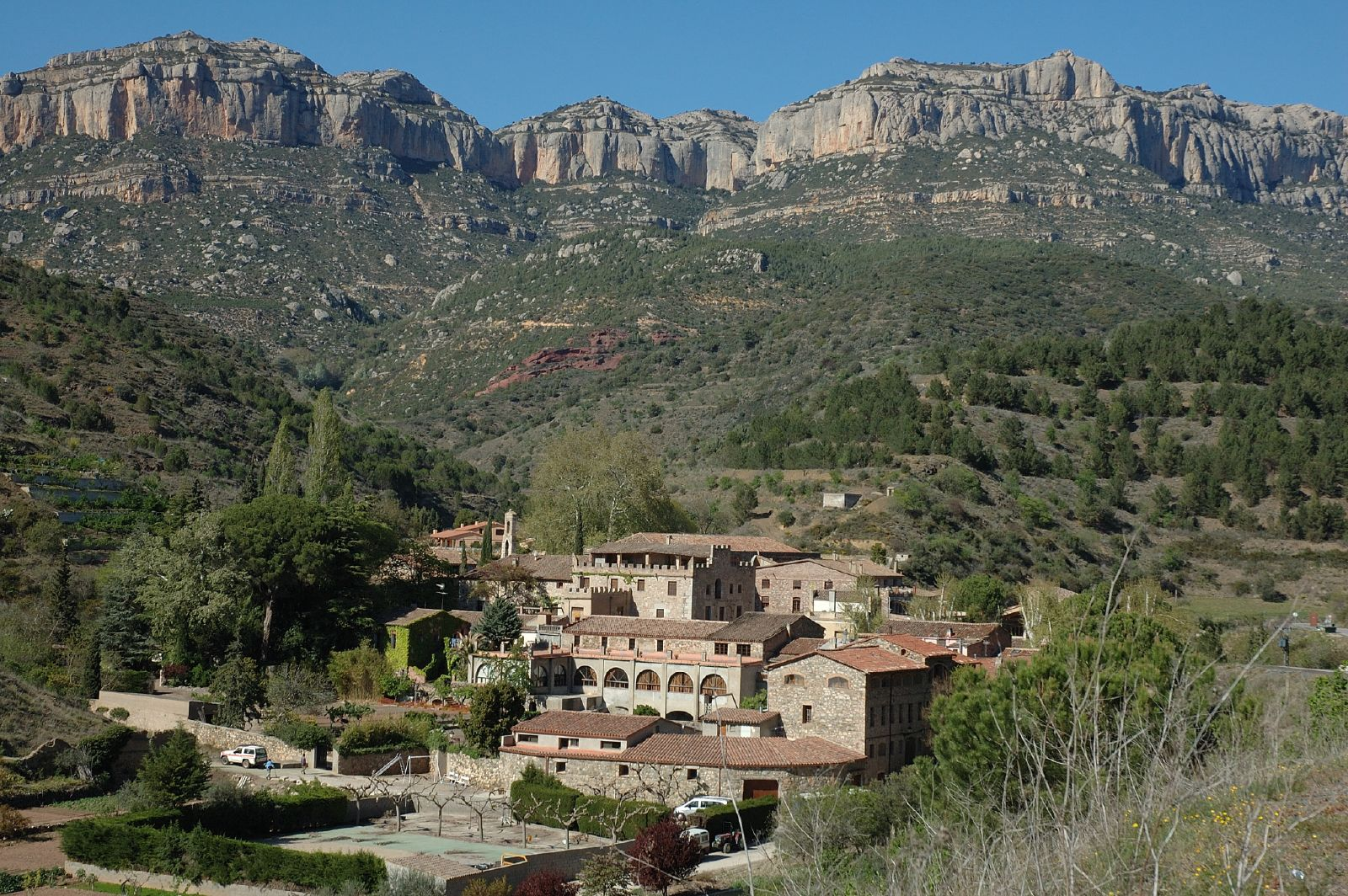
Escaladeiの村とモンサン山脈
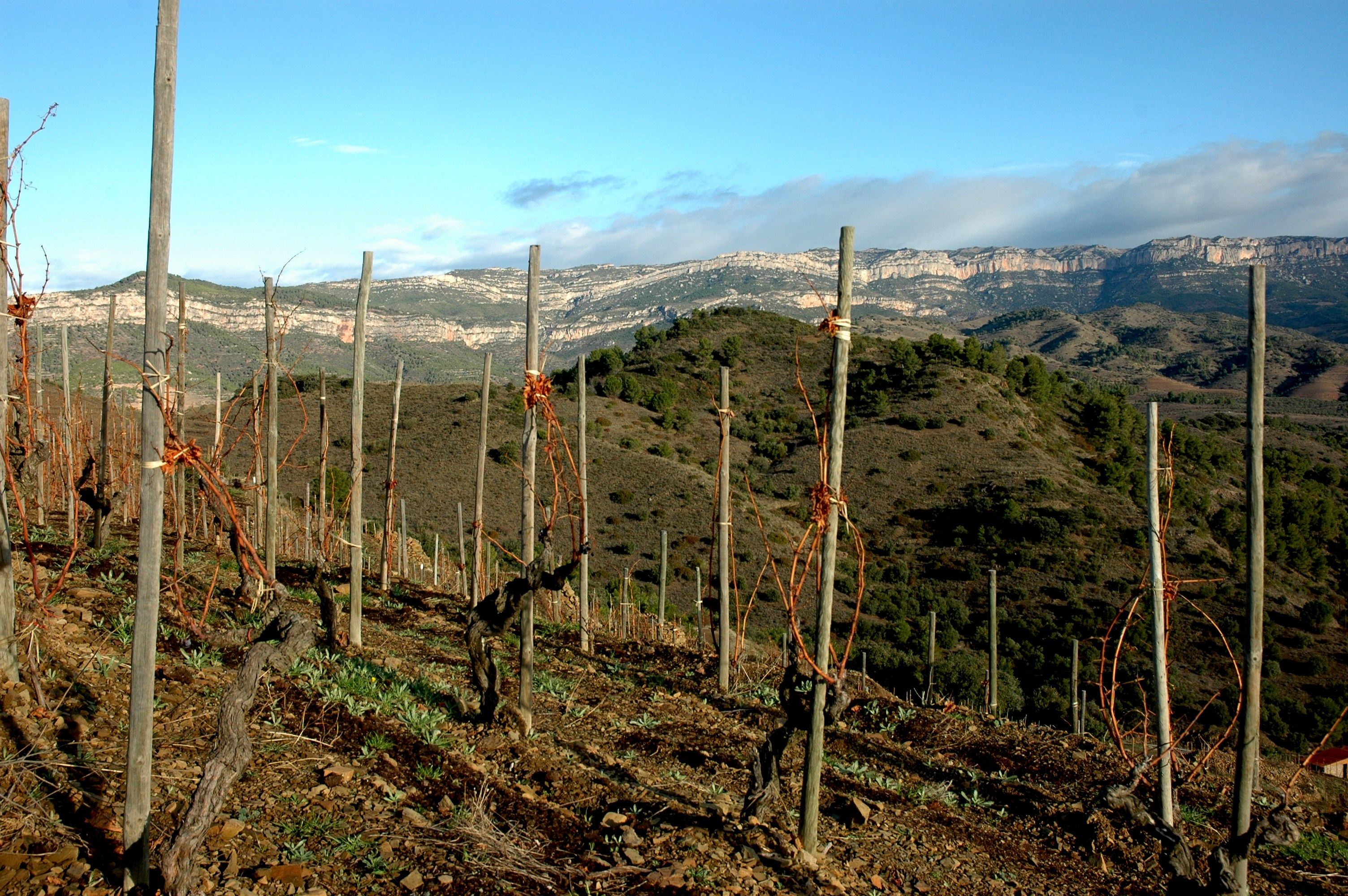
プリオラートの土壌
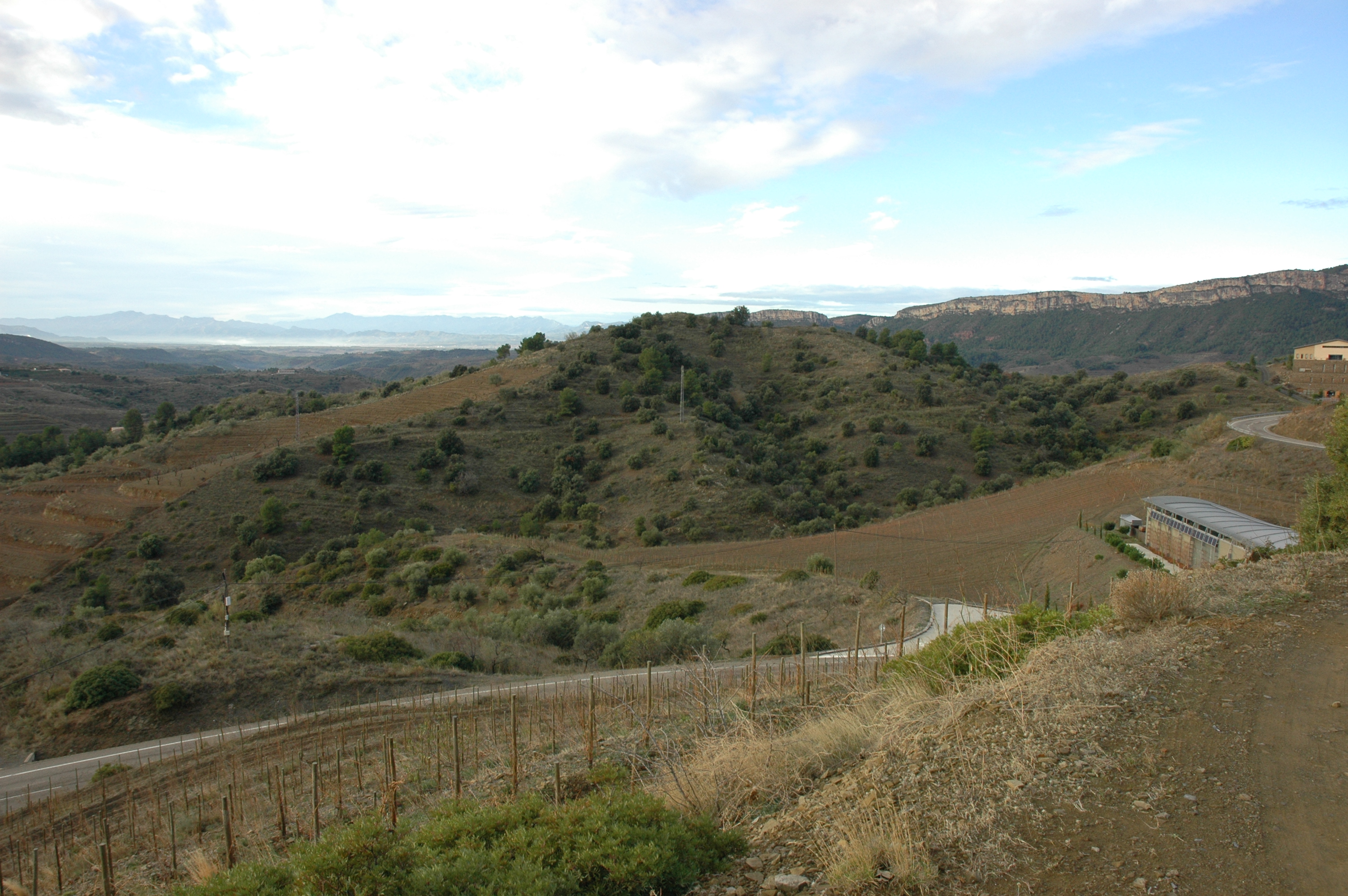
プリオラートの土壌
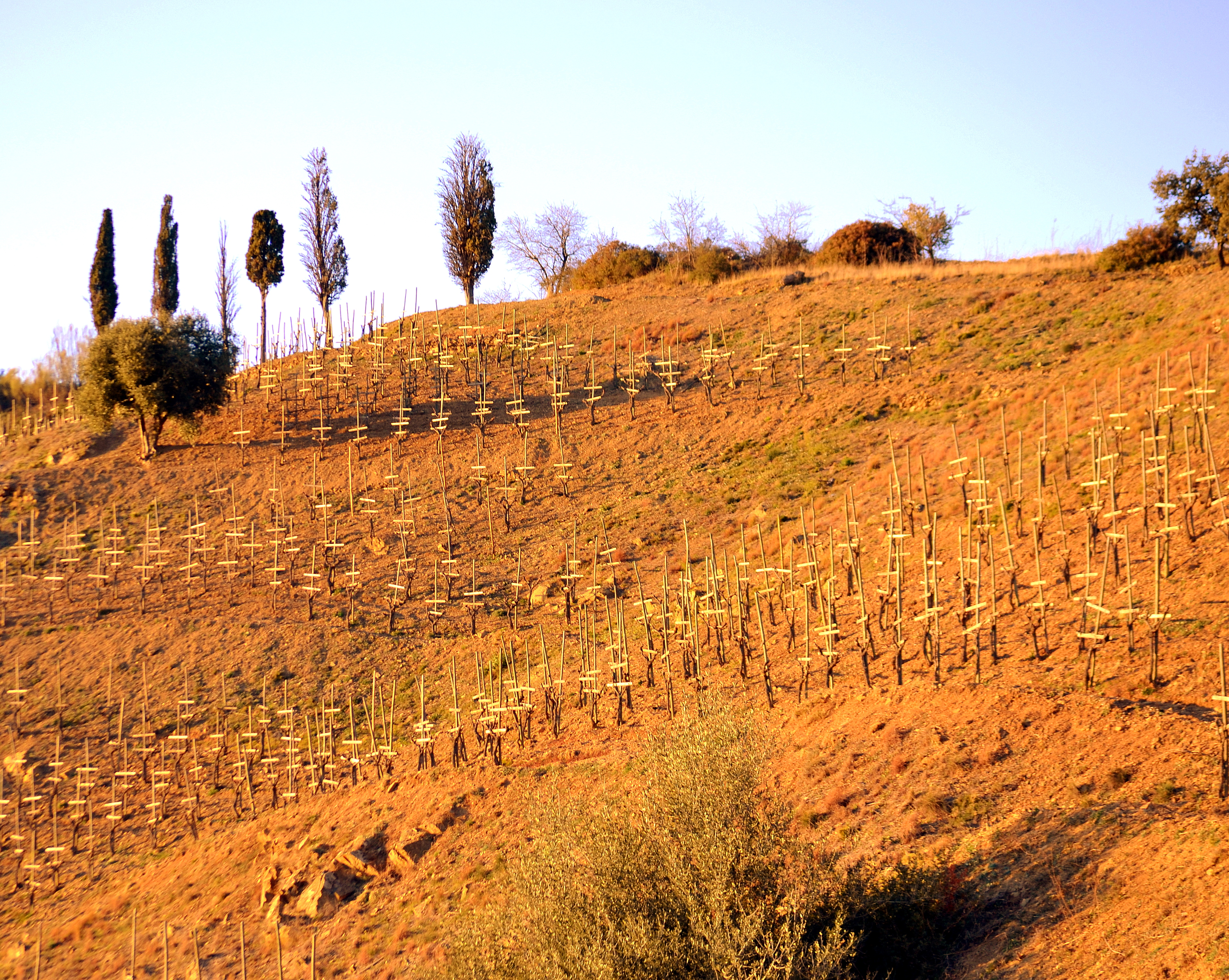
プリオラートの土壌

## 歴史

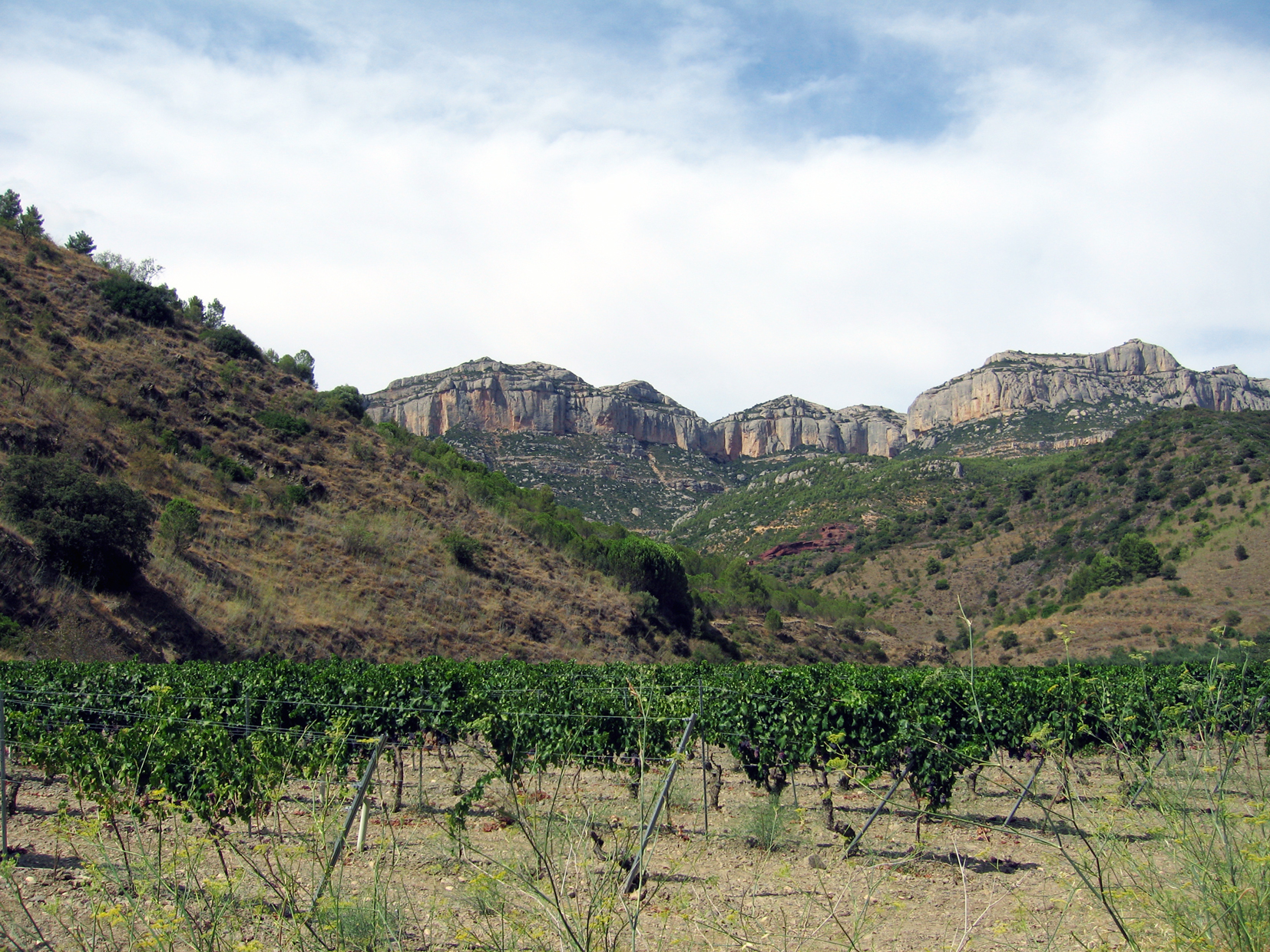
スカラ・デイ修道院が所有するブドウ畑

### 中世と19世紀末のフィロキセラ
1194年にはカルトゥジオ会のスカラ・デイ修道院がこの地に建設され、修道士たちがこの地にブドウ栽培を導入してワイン生産を行っていた。スペイン語でprioratoは（小修道院）という意味を持つ。修道院の所有地は1835年に国家によって没収され、小規模農家に分配されたため、修道院は解散した。
19世紀後半にフランス・ボルドーでフィロキセラが蔓延した際（19世紀フランスのフィロキセラ禍）には、スペインの赤ワイン産地の多くがフランスワインの代替産地として活気づき、タラゴナ県の産地はブレンド用の原酒を大量に生産した。この時期には5,000ヘクタールのブドウ畑があったとされるが、1890年代から1910年代にはプリオラートのブドウ畑もフィロキセラの災禍に見舞われた。この時期の文献にプリオラートという名前は登場せず、初めてプリオラートが文献で言及されるのは1971年のことである。

### DO産地認可
1932年にはスペインで初めてワイン憲章が制定され、マラガやヘレスなどの歴史ある産地とともにプリオラートもデノミナシオン・デ・オリヘン(DO)認定地域に認可されたが、1930年代のスペインはスペイン内戦などで情勢が混乱していたため、正式な認定には至っていない。1940年代末には協同組合を中心としてDO申請の準備が再開され、1954年に11の基礎自治体（ムニシピ）が正式にDO産地として認定された。認定自治体は1954年から一度も変更されていない。

### 衰退
DO産地認定当時は高級ワイン産地としての立場は確立されておらず、主として他地域産ワインとのブレンド用原酒の生産を行っていた。協同組合が主導して醸造するバルクワインが大半を占め、ダ・ムラ社のみがボトルワインを生産していたが、そのダ・ムラ社も協同組合からワインを買い付けて他地域でボトル詰めを行っていたことから、原産地呼称統制委員会によって改善を要請された。その後、プリオラート産ワインを産地内でボトル詰めするスカラ・デイ社が登場し、産地内でブドウ栽培からワイン醸造を経てボトル詰めまでを行うプリオラート初の生産者となった。
大手生産者以外では、ブドウ栽培農家は協同組合を立ち上げてワイン醸造を行っていたが、協同組合の事業は順調だったとはいえず、農業以外の職を求めて都市部に流出する農家や、ヘーゼルナッツやアーモンドなどブドウ以外の商品作物に手を広げる農家が増加した。1980年代に入るまで、プリオラートのワイン産業は衰退を続けた。「4人組」による改革が行われる前、プリオラートには主としてカリニャン種のブドウ畑が600ヘクタール残っているだけであり、これはフィロキセラ襲来前の約1/9だった。

### 「4人組」による改革

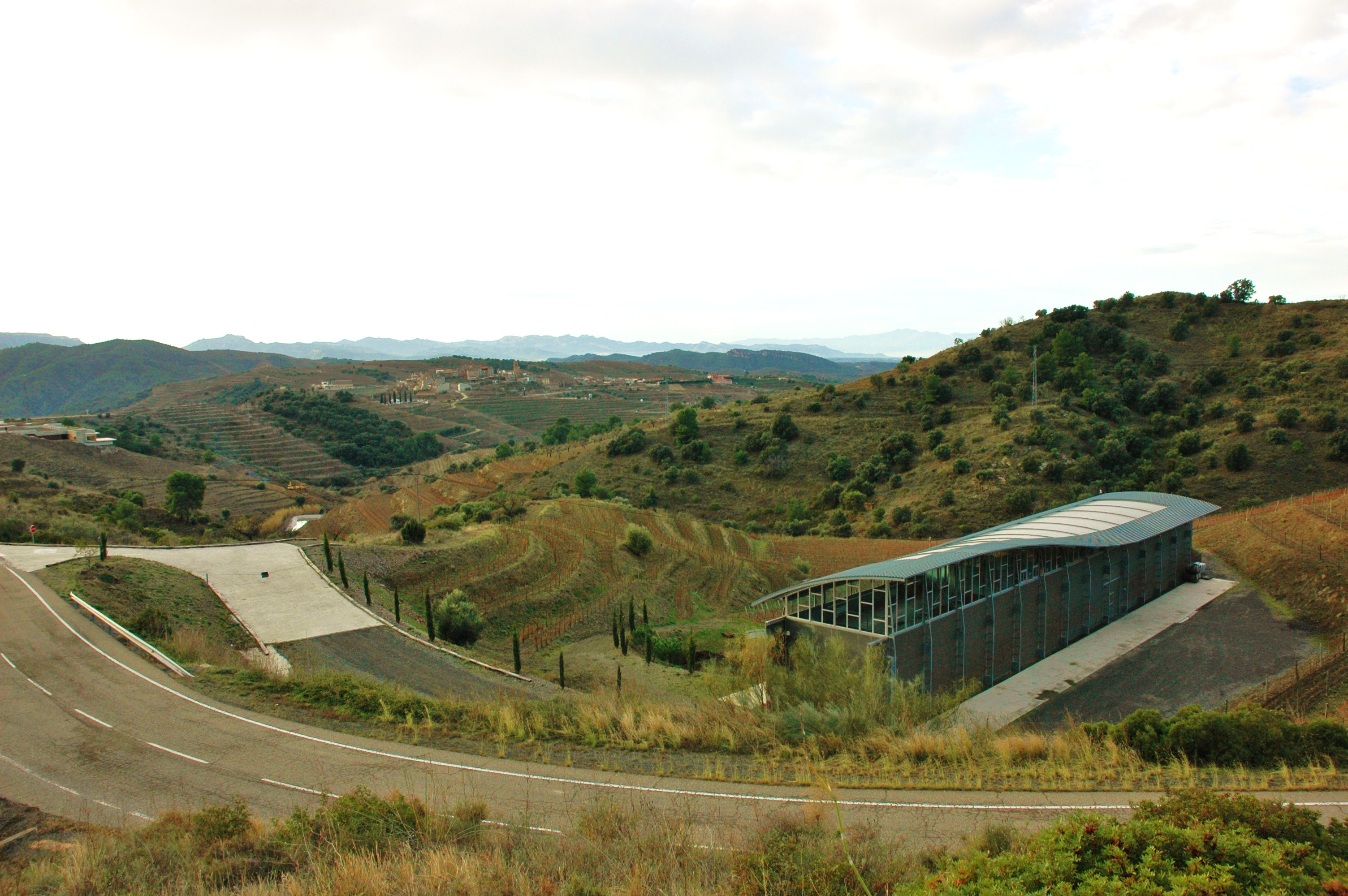
アルバロ・パラシオスのワインセラー

1980年代初頭、ペネデス地域でワインを生産していたルネ・バルビエ社のルネ・バルビエ、リオハ地方でワインを生産していたパラシオス・レモンド社のアルバロ・パラシオス、カルラス・パストラナとその妻、ジュゼップ・リュイス・ペレスなど外部の投資家が、プリオラートのテロワール（土壌・地理・地勢・気候などの土地固有の諸条件）が持つ潜在性に着目した。彼ら「4人組」は主にガルナッチャ種やマスエロ種などなどの土着品種を用い、この地で行われていたブドウ栽培方法・ワイン醸造方法に改良を加えた。1989年に収穫したブドウを用いた彼らのワインが1991年に初めて市場に紹介されると、世界的権威を持つロバート・パーカーなどのワイン評論家に絶賛され、一躍世界のワイン業界で注目を集めた。
1989年から1991年に収穫された3年間のヴィンテージについては、5者がブドウ畑とワイナリーを共有してひとつのワインを生産した後に、「クロス・モガドール」（バルビエ）、「クロス・ドフィ」（パラシオス、後に「フィンカ・ドフィ」）、「クロス・エラスムス」、「クロス・マルティネ」、「クロス・デ・ロバック」という5つの異なるラベルを貼って市場に出した。その後5者がそれぞれワイナリーを設立し、1992年のヴィンテージからは異なるワインを生産している。1993年、バルビエはプリオラートにあるとても古い畑のブドウから「レルミタ」と呼ばれるワインを生産し、既存の畑のブドウから新たなスタイルでワインを生産することに対する人々の関心を高めた。

### 評価の高まりと隆盛
1990年代初頭には協同組合を合わせて約15の生産者しか存在しなかったが、1990年代以降には生産者数が急激に増加し、2006年には約80の生産者がプリオラートでワインを生産している。ペネデス地域のカバ大手生産者であるコドルニウ社やフレシネ社やピノルド社、新進気鋭のマス・パリネット社、ペネデス地域のスティルワイン最大手生産者であるミゲル・トーレス社などがプリオラートに進出し、なかには南アフリカから入植した生産者もいる。
ブドウ栽培からワイン醸造に転じる生産者も続出し、新参のワイン醸造業者がブドウを高値で買い付けるようになったため、協同組合によるワイン醸造事業は崩壊した。ガルナッチャ種やマスエロ種などの土着品種に加えて、カベルネ・ソーヴィニヨン種やシラー種などの外来種が多用されるようになった。生産されるワインの種類は多様化しており、歴史ある赤ワインの他に、ガルナッチャ種やマカベオ種などとペドロ・ヒメネス種などを組み合わせて辛口の白ワインを生産するビニェドス・デ・イタカ社なども存在する。

### 特選原産地呼称(DOCa)の認定
2000年、プリオラートはカタルーニャ州政府から特選原産地呼称（DOCa, カタルーニャ語ではDOQ）の認定を受けた。2006年にはスペイン中央政府によってワイン法が改正され、2009年にはスペイン中央政府がプリオラートの特選原産地呼称認定を追認した。1991年に認定されていたリオハ (DOCa)に次いで国内2番目のDOCaとなった。

## ワインの生産過程

### ブドウ栽培
プリオラートで栽培される伝統的な品種は黒ブドウのガルナッチャ（ガルナッチャ・ティンタ）であり、あらゆる古いブドウ畑に見られる。その他の黒ブドウ品種としては、ガルナッチャ・ペルーダ種、カリニェナ種、カベルネ・ソーヴィニヨン種、メルロー種、シラー種なども認定されている。白ブドウ品種としては、ガルナッチャ・ブランカ種、マカベオ種、ペドロ・ヒメネス種、チェニン種が認定されている。ガルナッチャ種の栽培面積は横ばいであり、カリニェナ種の栽培面積は減少し、カベルネ・ソーヴィニヨン種をはじめとする国際品種の栽培面積は増加している。近年ではシラー種が増加のペースを速めている。
水分を貯えることができない土壌の性質が理由で収量はとても低く、一般的に認定されている最大終了6000kg/ヘクタールを下回る。一般的にブドウの樹はブッシュ状（バソ）に植えられるが、新しい畑ほど蔓棚状（アスパルダラ）に植えられる傾向がある。
2008年には1,767ヘクタールのブドウ畑があり、うち1,689ヘクタール（96%）が黒ブドウ品種、78ヘクタール（4%）が白ブドウ品種だった。平均植栽密度は1ヘクタールあたり2,850本であり、畑によって2,500本から9,000本まで幅がある。
| プリオラートの品種（2008年） | プリオラートの品種（2008年） | プリオラートの品種（2008年） | プリオラートの品種（2008年） | プリオラートの品種（2008年） | プリオラートの品種（2008年） | プリオラートの品種（2008年） | プリオラートの品種（2008年） |
| 黒ブドウ品種                 | 黒ブドウ品種                 | 黒ブドウ品種                 | 黒ブドウ品種                 | 白ブドウ品種                 | 白ブドウ品種                 | 白ブドウ品種                 | 白ブドウ品種                 |
| 品種                         | 面積(ha)                     | 比率                         | 生産量（トン）               | 品種                         | 面積(ha)                     | 比率                         | 生産量（トン）               |
| ---------------------------- | ---------------------------- | ---------------------------- | ---------------------------- | ---------------------------- | ---------------------------- | ---------------------------- | ---------------------------- |
| ガルナッチャ                 | 667.52                       | 37.8%                        | 1,980.645                    | ガルナッチャ・ブランカ       | 39.8                         | 2.3%                         | 132.705                      |
| カリニェナ                   | 442.61                       | 25.0%                        | 1,029.082                    | マカベオ                     | 20.37                        | 1.2%                         | 42.950                       |
| カベルネ・ソーヴィニヨン     | 248.92                       | 14.1%                        | 775.012                      | ペドロ・ヒメネス             | 8.06                         | 0.5%                         | 17.514                       |
| シラー                       | 191.59                       | 10.8%                        | 702.440                      |                              |                              |                              |                              |
| メルロー                     | 104.1                        | 5.9%                         | 230.528                      |                              |                              |                              |                              |
| その他                       | 34.04                        | 1.9%                         | 86,063                       | その他                       | 10.07                        | 0.6%                         | 30.010                       |
| 合計（黒）                   | 1,688.78                     | 95.6%                        | 4,803.770                    | 合計（白）                   | 78.3                         | 4.4%                         | 223.179                      |

### ワイン醸造

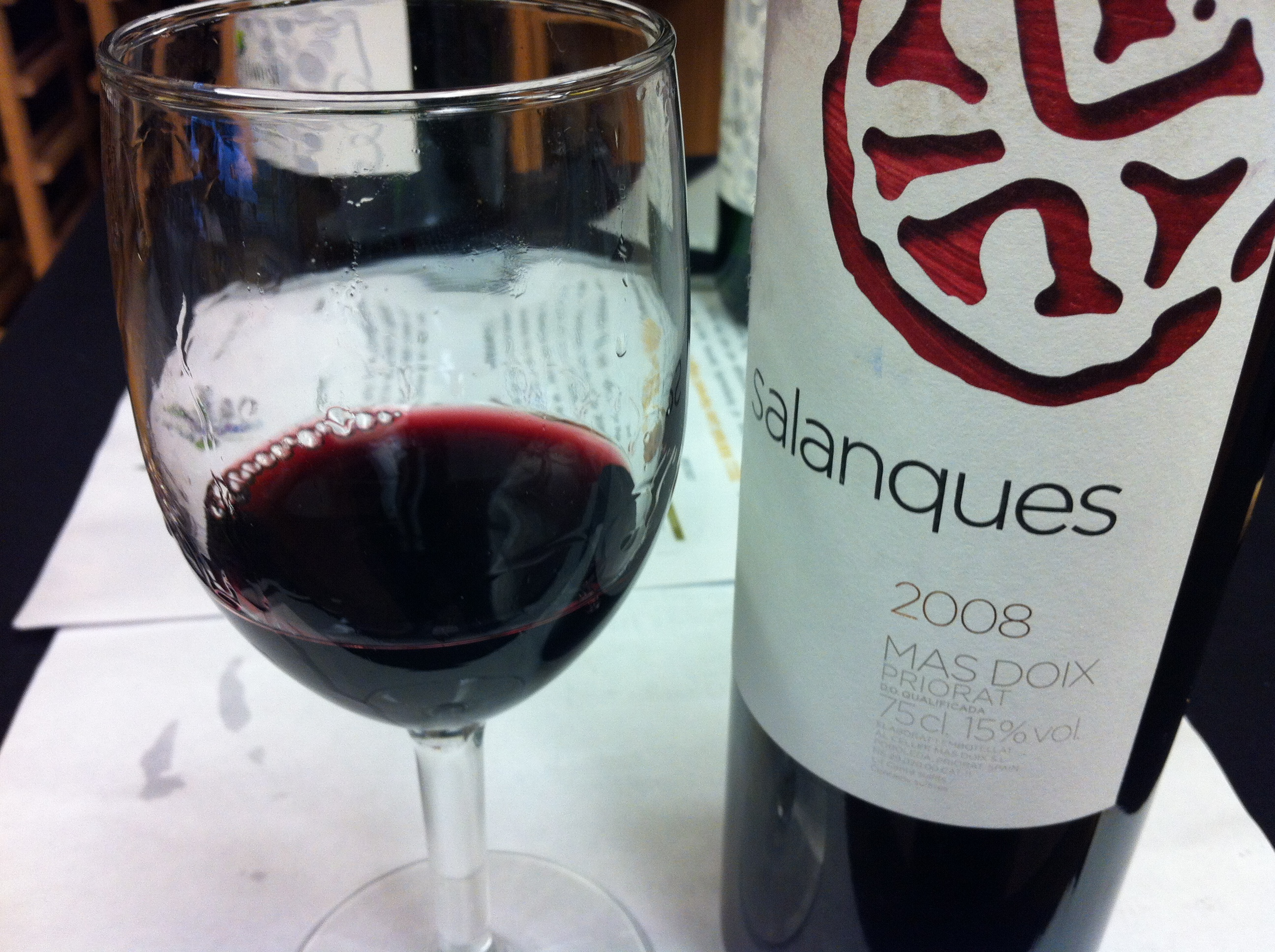
プリオラートの赤ワイン

2001年には90%が黒ブドウ、10%が白ブドウだったが、その後は黒ブドウの比率が増加する傾向にある。2008年には4,796トンのブドウが収穫され、うち4,580トン（96%）が黒ブドウ、198.5トン（4%）が白ブドウだった。ワイン生産量は2001年から92%増加し、27,698ヘクトリットルのワインが生産された。
2008年の収量は1ヘクタールあたりブドウ2,700kg・ワイン16ヘクトリットルであり、スペイン平均の1ヘクタールあたりブドウ6,000kg・ワイン39ヘクトリットルに比べて低いのが産地の特徴である。1ヘクタールあたりワイン5ヘクトリットルという超低収量に抑える生産者もいる。
伝統的なプリオラートの赤ワインは、土着種のガルナッチャ種やカリニャン種の単一品種醸造の場合もあり、また、ボルドー方式で外来種のカベルネ・ソーヴィニヨン種・メルロー種・シラー種などをブレンドする場合もある。熟成期間によって以下の分類がなされる。
- クリアンサ: 最低6か月はオーク樽で、その後最低18か月はボトルで熟成させなければならない。
- レセルバ: 最低12か月はオーク樽で、その後最低24か月はボトルで熟成させなければならない。
- グラン・レセルバ: 最低24か月はオーク樽で、その後最低36か月はボトルで熟成させなければならない。

## ヴィンテージ・チャート
| - 1980 とても良い - 1981 とても良い - 1982 とても良い - 1983 良い - 1984 良い - 1985 とても良い - 1986 良い - 1987 良い - 1988 良い - 1989 良い | - 1990 良い - 1991 良い - 1992 とても良い - 1993 素晴らしい - 1994 とても良い - 1995 素晴らしい - 1996 素晴らしい - 1997 良い - 1998 素晴らしい - 1999 とても良い | - 2000 良い - 2001 素晴らしい - 2002 良い - 2003 とても良い - 2004 素晴らしい - 2005 素晴らしい - 2006 とても良い - 2007 とても良い - 2008 とても良い - 2009 素晴らしい | - 2010 とても良い - 2011 素晴らしい |

- 出典 : Wines from Spain（1992年から2011年まで）[14]

## 文献